# Bocainella
Bocainella is een kevergeslacht uit de familie van de boktorren (Cerambycidae). De wetenschappelijke naam van het geslacht werd voor het eerst geldig gepubliceerd in 2008 door Monné M. L. & Monné M. A..

## Soorten
Bocainella is monotypisch en omvat slechts de volgende soort:
- Bocainella minima Monné M. L. & Monné M. A., 2008